# ISS-Expedition 50
ISS-Expedition 50 ist die Missionsbezeichnung für die 50. Langzeitbesatzung der Internationalen Raumstation (ISS). Die Mission begann mit dem Abkoppeln des Raumschiffs Sojus MS-01 von der ISS am 30. Oktober 2016 und endete mit dem Abkoppeln von Sojus MS-02 am 10. April 2017.

## Mannschaft
Übernommen von ISS-Expedition 59:
- Robert Shane Kimbrough (2. Raumflug), Kommandant (USA/NASA, Sojus MS-02)
- Andrei Iwanowitsch Borissenko (2. Raumflug), Bordingenieur, (Russland/Roskosmos, Sojus MS-02)
- Sergei Nikolajewitsch Ryschikow (1. Raumflug), Bordingenieur (Russland/Roskosmos, Sojus MS-02)

Zusätzlich ab 19. November 2016:
- Oleg Wiktorowitsch Nowizki (2. Raumflug), Bordingenieur (Russland/Roskosmos, Sojus MS-03)
- Thomas Pesquet (1. Raumflug), Bordingenieur (Frankreich/ESA, Sojus MS-03)
- Peggy Annette Whitson (3. Raumflug), Bordingenieurin (USA/NASA, Sojus MS-03)[1]

Am Tag vor dem Abdocken von Sojus MS-02 mit Ryschikow, Borissenko und Kimbrough übernahm Whitson das ISS-Kommando. Zusammen mit Nowizki und Pesquet bildete sie die anfängliche Crew der Expedition 51.

### Ersatzmannschaft
Seit Expedition 20 wird wegen des permanenten Trainings für die Besatzungen keine offizielle Ersatzmannschaft mehr bekanntgegeben. Inoffiziell gelten die Backup-Crews der beiden Sojus-Zubringerraumschiffe MS-02 und MS-03 (siehe dort) als Ersatzmannschaft der Expedition 50. In der Regel kommen diese Crews dann jeweils zwei Missionen später selbst zum Einsatz.

## Missionsbeschreibung

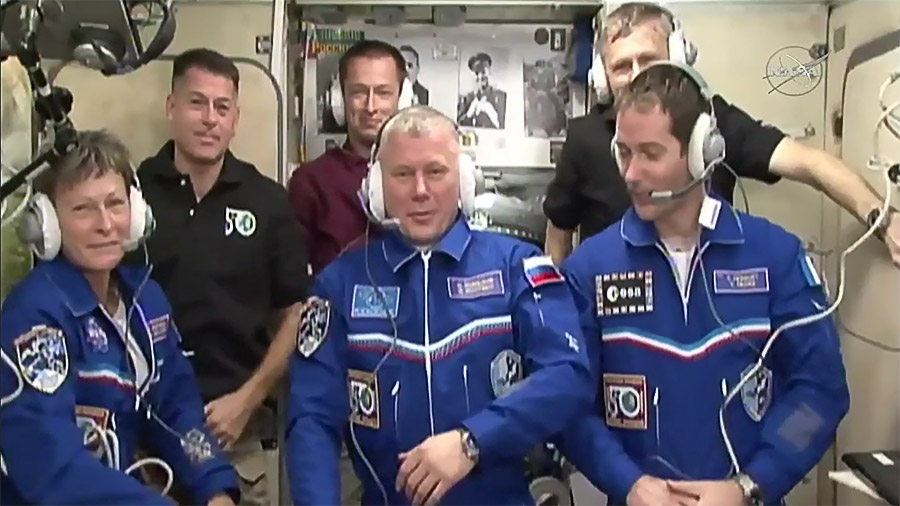
Aufnahme der Besatzung vom 20. November 2016

### Frachterverkehr
Am 21. November wurde Cygnus OA-5 per Canadarm2 vom Unity-Modul abgekoppelt.

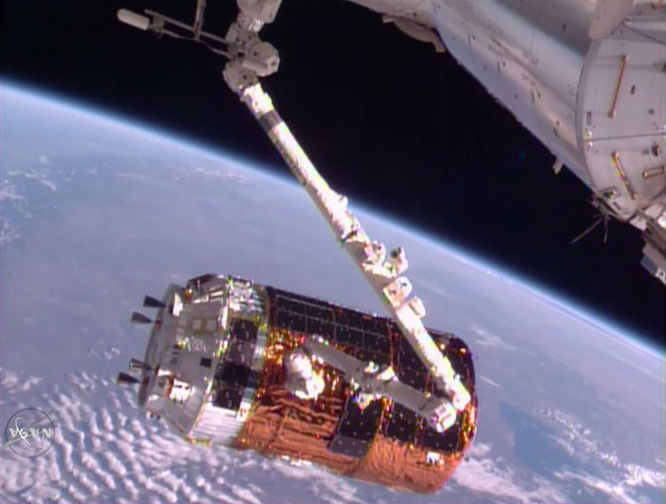
Das eingefangene HTV-6 Kounotori 6 kurz vor dem Andocken

Am 13. Dezember erreichte HTV 6 die Station. Kommandant Shane Kimbrough und Ingenieur Thomas Pesquet befestigten das Raumschiff mithilfe des Greifarmes Canadarm2 an der erdzugewandten Seite des Moduls Harmony. Das Abkoppeln führte Pesquet am 27. Januar 2017 durch.
Am 31. Januar wurde Progress MS-03 vom Dockingport des Pirs-Moduls abgekoppelt.

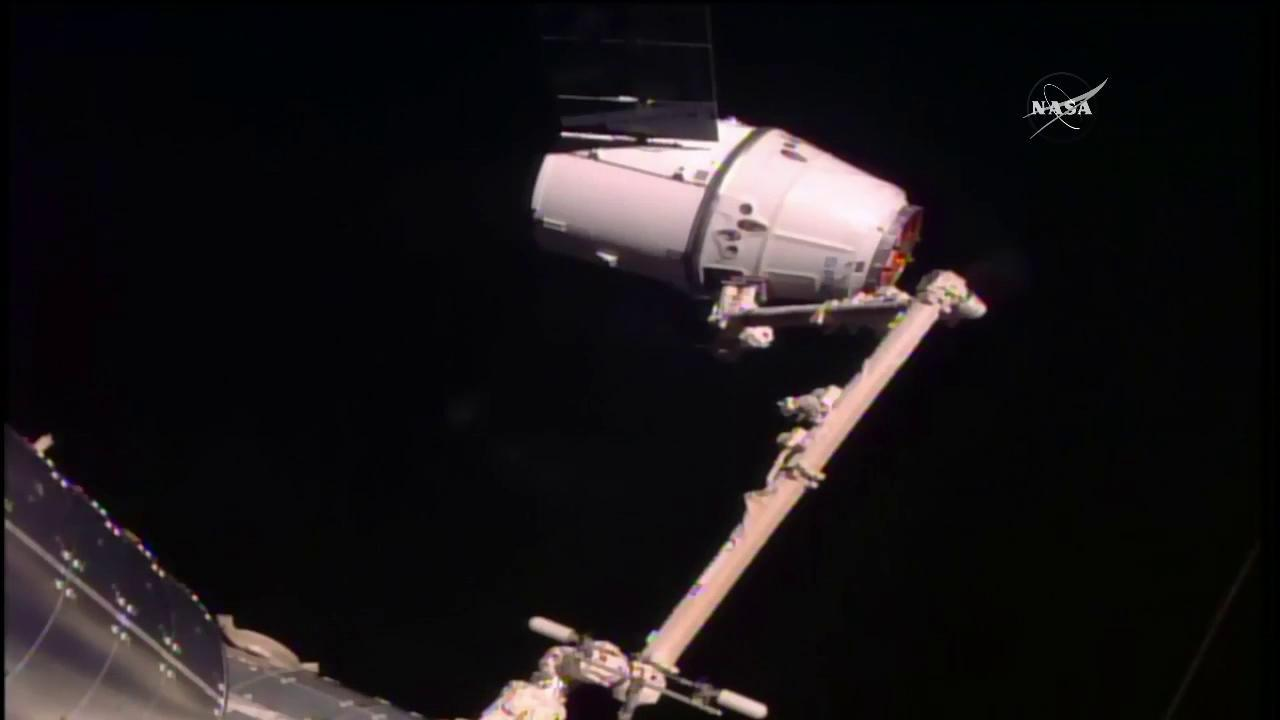
Das eingefangene Dragon-Raumschiff kurz vor dem Andocken

Das Raumschiff Dragon CRS-10 erreichte die ISS am 23. Februar und wurde von Shane Kimbrough und Thomas Pesquet mithilfe des Canadarm2-Roboterarms am Harmony-Modul befestigt. Das Abkoppeln führten Pesquet und Kimbrough am 19. März durch.
Am 24. Februar um 08:30 UTC koppelte Progress MS-05 an das Pirs-Modul an. Der Frachter soll sechs Monate mit der ISS verbunden bleiben, ehe er Mitte Juni 2017 mit Abfall beladen abgekoppelt und über den Südpazifik zum Verglühen gebracht wird.

### Außenbordarbeiten

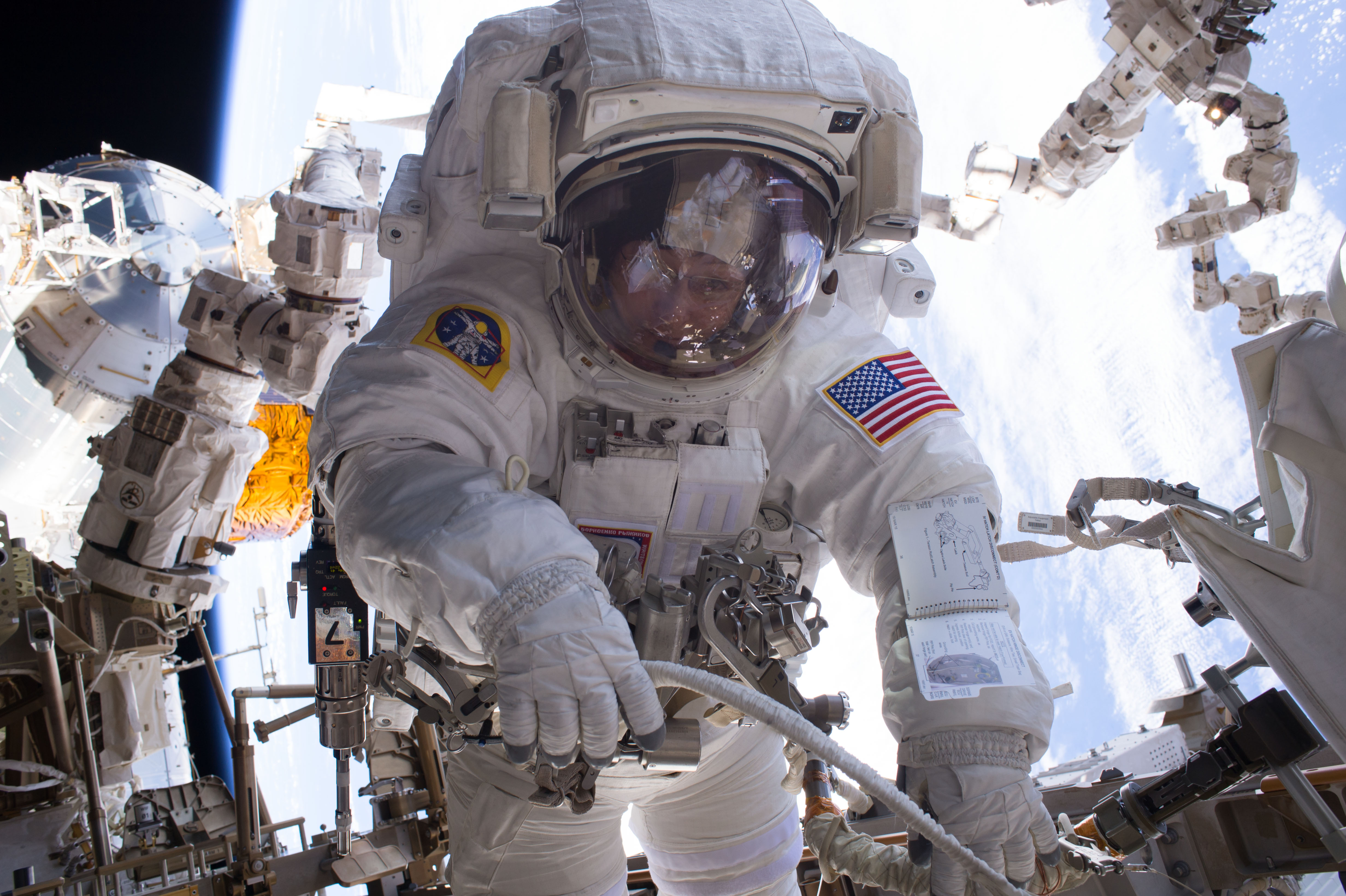
Peggy Whitson installiert eine Lithium-Ionen-Batterie

Am 6. Januar absolvierten Shane Kimbrough und Peggy Whitson den ersten Außenbordeinsatz des Jahres 2017. Sie installierten die ersten drei von sechs neuen Lithium-Ionen-Batterien mit passenden Halterungen. Diese waren im Dezember mit HTV 6 zur Station gekommen.

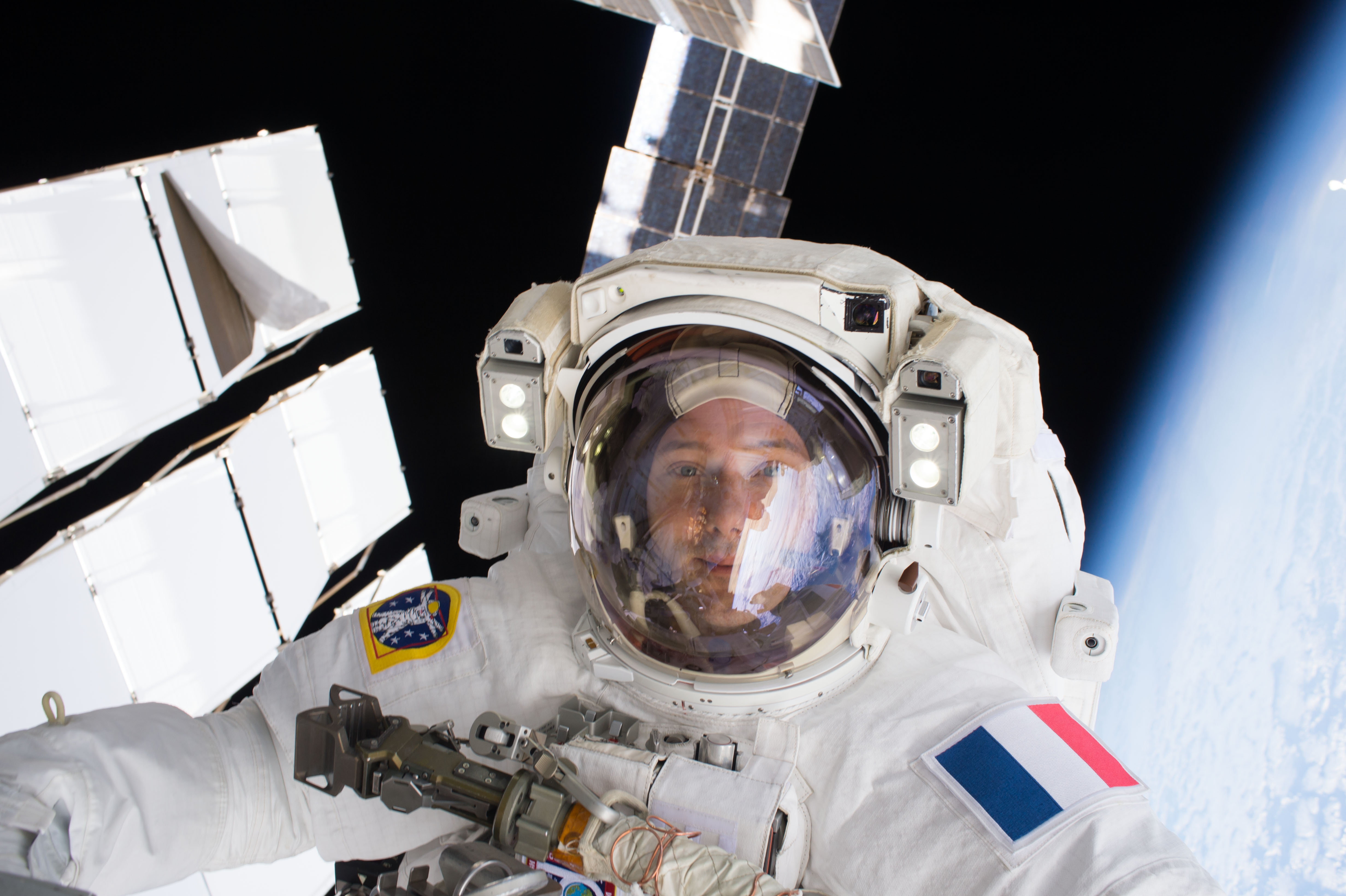
Thomas Pesquet bei seinem Außeneinsatz

Am 13. Januar führten Shane Kimbrough und Thomas Pesquet im Rahmen des zweiten Außenbordeinsatzes komplexe Umrüstarbeiten am elektrischen System der Station durch. Unter anderem installierten sie die übrigen drei neuen Lithium-Ionen-Batterien.
Am 24. März stiegen Kimbrough und Pesquet zum zweiten Mal aus. Hauptaufgabe war es den PMA-3 Adapter für die Installation des zweiten International Docking Adapter (IDA-2) vorzubereiten. 
Hinterher schmierten sie noch die Greifvorrichtung von Canadarm2 ein.
Am 30. März stieg Kimbrough ein weiteres Mal aus, diesmal aber wieder mit Whitson. Sie verbanden Kabel und elektrische Verbindungen des PMA-3 mit dem neuen Ankopplungspunkt am Modul Harmony. Hinterher brachten sie noch Abdeckungen und Schutzschilde an PMA-3 und dem nun vakanten Port am Modul Tranquility an.